# 정병탁
정병탁(丁炳卓, 1942년 3월 14일 ~ 2016년 2월 10일)은 대한민국의 전 축구 선수이자 축구 감독이며, 포지션은 공격수였다. 선수 시절 빠른 발을 앞세운 돌파력 및 지능적인 플레이에 강점이 있었던 것으로 알려져 있으며, 감독으로서는 정교한 숏 패스를 위주로 한 아기자기하고 섬세한 기술 축구를 선호했던 것으로 평가되었다. 또한 연세대학교 감독 재임 시절 강철 등 여러 스타 선수들을 지도했으며, 특히 공격수였던 강철을 수비수로 포지션 변경시킨 것으로 유명하다.

## 선수 경력

### 클럽
일제강점기 당시 전라남도 여수읍 출신으로 여수서초등학교, 여수중학교, 배재고등학교를 거쳤으며, 1963년 연세대학교에 입학하였다. 이후 1965년 와세다 대학과의 정기전에서 선제골을 기록하며 팀의 승리에 일조했으며, 그 해 전국대학축구연맹전 춘계 대회에서 여러 차례 공격 포인트를 기록해 팀의 대회 준우승에 크게 기여하였다. 그 뒤 1966년 연고전에서 패널티킥 선제골을 성공시켜 팀의 승리에 일조했으며, 같은 해 있었던 전국대학축구연맹전 추계 대회에서는 중앙대학교와의 경기에서 결승골을 득점하는 등의 활약으로 팀의 공동 우승에 공헌하였다.
이후 1967년 해병대 축구단에 입단한 뒤 새로 발족한 양지 축구단에 편입되었으며, 해병대와 양지의 이중 등록 논란에 휘말렸으나 최종적으로 양지 소속으로 출전하는 것으로 일단락되었다. 그리고 같은 해 열린 아시안 챔피언 클럽 토너먼트 1967 출전팀 선발 대회에서 몇 차례 골을 넣으며 인상적인 활약을 선보였으나, 팀은 본선 진출에 실패하였다. 또한 1968년 전국실업축구연맹전 춘계 대회에서도 좋은 모습을 보였으나 팀은 우승에 실패했으며, 아시안 챔피언 클럽 토너먼트 1969 참가 명단에 포함되어 본선에 참여하였다. 본선에서는 라이온스 FC과의 경기에서 1골, 베트남 경찰 축구단과의 경기에서 1골 1어시스트를 기록했으며, 도요 공업과의 4강전 경기에서도 배김수의 추가골을 어시스트하며 대회 준우승을 이끌었다.
그 뒤 1970년 양지가 해체된 이후 한국신탁은행 축구단에 합류한 뒤 금융단축구협의회에서 조직한 금융단 축구 대표팀의 일원으로 선발되었으며, 동남아시아 순회 경기에서 싱가포르의 군경합동팀, 말레이시아의 슬랑오르 FA, 태국의 은행연합팀, 일본의 청소년 대표팀을 상대로 득점을 올리며 좋은 모습을 보였다. 또한 그 해 전국축구선수권대회에서 몇 차례 득점을 올리는 등의 활약을 펼쳤으나 주택은행 축구단과의 4강전에서 승부차기에 나섰으나 실축해 팀은 결승 진출에 실패했으며, 전국실업축구연맹전 추계 대회에서 여러 경기에서 공격 포인트를 성공시키며 팀의 준우승에 공헌하였다. 하지만 그 해 대통령배 전국축구대회 당시 주심의 판정에 지나치게 항의하는 모습을 보이다 경고를 받는 등의 행동으로 인해 빈축을 사기도 했다.
이후 1971년 전국실업축구연맹전 춘계 대회에서도 좋은 경기력을 선보이며 팀을 결승 리그로 이끌었으며, 팀은 결승 리그에서 1승 2무를 기록하며 창단 후 최초로 공식 대회 우승을 차지하였다. 그리고 추계 대회에서도 몇 차례 득점포를 쏘아올리며 팀의 준우승에 일조했으며, 그 해 전국축구선수권대회에서는 상업은행 축구단과의 4강전과 조홍은행 축구단과의 결승전에서 잇달아 득점에 성공하며 팀의 일반부 우승에 크게 기여했으나 팀은 대학부 우승팀인 고려대학교에 패해 준우승에 머물렀다. 또한 전국축구선수권대회 당시 물의를 빚은 것을 사유로 대한축구협회로부터 6개월간 선수 자격 정지의 중징계 처분을 받았다.
그 뒤 1972년 국가대표 B팀과의 경기에 출전했으며, 동남아시아 원정 도중 열린 싱가포르 국가대표팀과의 경기에서 추가골을 득점하였다. 그리고 그 해 선수 은퇴를 선언한 뒤 강남조기축구회에서 선수로 활동하기도 했으며, 1979년 열린 연고 OB 올스타전에 출전하였다. 또한 1988년 전국축구선수권대회 결승전을 앞두고 진행된 40대 올스타전에 나섰으며, 1989년 개최된 제2회 연고 OB 정기전에도 40대 장년팀의 일원으로 참가하여 득점을 기록하였다.

### 국가대표팀
1962년 아시안 게임 선수 선발 대회에 출전했으나 최종적으로 선발되지 못했으며, 1963년 메르데카 국제축구대회에 대한민국 국가대표팀의 일원으로 참가했지만 경기에 나서지 못했다. 그리고 그 해 버마와의 친선경기에서 대한민국 축구 국가대표팀에 정식으로 데뷔하였다.
이후 필리핀과의 1964년 하계 올림픽 2차 예선 경기 명단에 포함되었으나 필리핀 측에서 기권을 통보함으로서 경기에 나서지 못했으며, 베트남 공화국과의 3차 예선 경기 출전 선수 선발 대회에 출전했으나 최종적으로 선발되지 못했다. 그 뒤 1964년 AFC 아시안컵에 참가해 활약했으며, 같은 해 국가대표 B팀으로 구성된 메르데카 국제축구대회 선수 선발 대회에 출전해 좋은 모습을 보이며 최종적으로 선발되었다. 이후 1965년에는 1966년 FIFA 월드컵 예선 명단에 포함되었으나 대한축구협회 측에서 예선 불참을 결정함에 따라 경기에 나서지 못했으며, 그 해 메르데카 국제축구대회 최종 명단에 포함되었으나 재학중인 연세대학교 사정으로 인해 대회에 참가하지 못했다.
그 뒤 1966년 아시안 게임 선수 후보 명단에 포함되었으나 최종적으로 선발되지 못했으며, 또한 같은 해 메르데카 국제축구대회 선수 선발 대회에서는 논란 끝에 추가 명단에 발탁되어 최종 명단에 들어가게 되었다. 그리고 일본과의 예선 경기에서 선제골을 어시스트했으며, 뒤이어 본선에서는 태국과의 경기에서 결승골을 득점하는 등 뛰어난 활약을 펼쳤으나 대표팀은 4위에 머물며 좋은 성과를 거두지 못했다.
이후 1967년에는 국가대표팀 상비군 명단에 포함되었으며, 같은 해 열린 미들섹스 원더러스 AFC와의 1차 평가전에 출전하였다. 그 뒤 1968년 AFC 아시안컵 예선 및 메르데카 국제축구대회를 대비해 소집된 명단에 들어갔으며, AFC 아시안컵 예선에서는 일본, 필리핀과의 경기에서 득점을 기록하는 등 좋은 모습을 보였으나 대표팀은 본선 진출에 실패하였다. 또한 메르데카 국제축구대회에서는 말레이시아와의 4강전에서 동점골을 넣는 등의 활약을 보였고, 대표팀의 공동 우승에 기여하였다. 이후 1968년 하계 올림픽 예선에도 참가했으며, 레바논과의 경기에서 멀티골을 넣은 데 이어 베트남 공화국과의 경기에서도 득점을 기록하는 등 뛰어난 활약을 펼쳤으나 대표팀은 본선 진출에 실패하였다. 그리고 남베트남 인디펜던스컵에도 나섰으며, 태국과의 경기에서 1골 1어시스트를 기록하고 베트남 공화국과의 4강전에서 추가골을 기록하며 대회 준우승에 공헌하였다.
그 뒤 1968년에는 베트남 공화국과의 세계 군인 축구 선수권 대회 예선 2차전에서 결승골을 기록해 대표팀을 본선으로 이끌었으며, 같은 해 열린 메르데카 국제축구대회에도 참가했으나 인상적인 활약을 보이지 못했고 대표팀도 좋은 성적을 거두지 못했다. 이후 1969년에는 베트남 공화국과의 세계 군인 축구 선수권 대회 예선 1차전에서 1골 1어시스트를 기록해 대표팀의 본선 진출에 기여했으며, 1970년 FIFA 월드컵 예선 명단에 들어간 이후 국가대표 B팀과의 평가전에서 선제골을 득점하는 등 좋은 모습을 보였다. 그리고 일본과의 첫 번째 경기에서 박수일의 추가골을 어시스트하는 활약을 보였으나 대표팀은 2-2 무승부를 기록했으며, 얼마 뒤 열린 일본과의 두 번째 경기에서도 정강지의 추가골을 어시스트하며 대표팀의 2-0 승리에 일조하였다. 그 뒤 같은 해 개최된 킹스컵에도 출전했으며, 라오스와의 조별 라운드 경기와 베트남 공화국과의 4강전에서 득점을 올리며 국가대표팀의 대회 우승을 견인하였다. 이러한 활약으로 1969년 대한축구협회 시상식에서 베스트 11에 선정되었다.
이후 1970년 대한민국 국가대표팀 이원화 원칙에 따라 국가대표 B팀이 신설되자 정병탁은 A팀인 청룡팀에 포함되었으며, 직후 펼쳐진 CR 플라멩구와의 3차 평가전에서 이회택의 선제골을 어시스트하는 등 좋은 모습을 보였다. 그 뒤 같은 해 열린 올라리아 AC와의 평가전에서 선제골을 득점하였으며, 뒤이어 치러진 B 1903과의 2차 평가전에서 결승골을 성공시키며 뛰어난 활약을 펼쳤다. 이후 그 해 개최된 메르데카 국제축구대회에 주장으로 참가하였고, 인도와의 4강전에서 2어시스트를 기록한 뒤 버마와의 결승전에서 이회택의 결승골을 어시스트하며 대표팀의 사상 첫 메르데카 국제축구대회 단독 우승에 크게 공헌하였다. 그리고 얼마 뒤 성사된 SL 벤피카와의 평가전에서 팀의 선제골에 관여하는 등의 활약을 선보였으며, 경기 후 체력의 한계 및 후배들에게 기회를 제공한다는 등의 사유로 국가대표팀 은퇴를 선언하였다. 그 뒤 국가대표 A팀인 청룡팀과 국가대표 B팀인 백호팀간의 평가전 직후 정병탁의 은퇴식이 거행되었으며, 대한축구협회 측에서 정병탁에게 공로패를 수여하였다.

### 은퇴 이후
국민생활체육협의회 소속이었던 선수들이 창단한 60세 이상의 선수들로 구성된 '고양시 실버축구단'의 일원으로 활동했으며, 이후 2010년 새로 출범한 '서울시 실버축구단'으로 옮겨 활동하였다.
또한 2002년 FIFA 월드컵 D-100일을 앞두고 진행된 '일본 간사이 지방 OB 축구회'와의 친선경기에 출전했으며, 2009년 '양지 축구단 OB팀'의 일원으로 국가정보원 직원들로 구성된 '구룡회'와의 친선경기에 참가하였다. 그리고 2011년 창설된 65세 이상의 축구 국가대표팀 출신 선수들로 구성된 '국가대표 OB 축우회'의 총무를 맡았다.
이외에 다수의 '한국 OB 지회 축구대회'에 참가했으며, 다수의 '경평 OB 대항축구전'에 '서울 OB팀'의 일원으로 참가하였고, 다수의 '한국 대학 OB 축구대회'에 '연세대 OB팀'의 일원으로 참가하였다.

## 지도자 경력
은퇴 이후 1980년 대한축구협회의 기술위원으로 선임된 뒤 부위원장에 올랐으며, 1981년 개인 업무를 사유로 사표를 제출하였다. 그리고 한동안 회양화학에서 상무로 근무하며 축구계와 거리를 두었으며, 1984년 연세대학교의 감독으로 임명되었다. 그 뒤 같은 해 전국축구선수권대회에서 팀의 우승을 이끌며 지도자 감독상을 수상하였고, 그 해 고려대학교 진학이 유력했던 김봉길을 스카우트하는 성과를 올렸다. 또한 1985년 김현석 등 유망 선수들을 데려오는데 성공했으며, 그 해 대한민국 U-20 국가대표팀의 감독으로 임명되어 1986년 열린 아시아 청소년 축구 선수권 대회의 예선을 지휘하였다.
이후 1989년 한국대학축구연맹의 기술이사가 되었으나, 본인의 업무 소관을 침해당했다는 사유로 3개월만에 사임하였다. 그리고 같은 해 대통령배 전국축구대회에서 팀의 우승을 견인해 지도자 감독상을 수상하였고, 1990년 대한민국 축구 국가대표팀 감독을 사임한 이회택의 후임 중 한 명으로 검토되었으나 최종적으로는 이차만이 낙점되었다. 하지만 1992년 아주대학교와의 전국대학축구연맹전 춘계 대회 경기에서 잔디상태가 좋았던 효창운동장에서의 경기를 택하기 위해 서로 져주기 의혹을 받아 한국대학축구연맹으로부터 1년 감독 정지의 중징계를 선고받았으며, 연세대학교에서 부진한 성적이 이어지자 퇴진을 요구하는 항의가 잇따라 결국 1993년 감독직을 사퇴하였다.
그 뒤 1994년 대한축구협회 상벌위원장으로 활동했고, 같은 해 창단 예정인 전남 드래곤즈의 초대 감독 후보로 물망이 올랐으며, 당초 계약이 유력했던 허정무가 고사함에 따라 계약금 1억원, 연봉 6천만원의 조건으로 정병탁이 선임되었다. 또한 1995년 개최된 대한민국 국가대표팀과 CA 보카 주니어스의 평가전 당시 국가대표팀의 감독을 맡았으나, 대한축구협회는 정병탁이 해당 1경기만을 지휘하도록 했기 때문에 국가대표팀이 원칙 없이 임시변통식으로 운영되고 있다는 비판을 받았다. 그리고 전남 드래곤즈에서는 부임 후 첫 경기인 전북 현대 다이노스와의 1995년 리그컵 개막전에서 0-3으로 패배한 뒤 해당 대회에서 1승 3무 3패로 최하위를 기록하며 고전하였으나, 1995년 K리그에서는 전기리그 6위 (4승 2무 8패), 후기리그 5위 (4승 5무 5패)의 기대 이상의 성적을 기록하였다. 하지만 부천 유공과의 1996년 리그컵 경기에서 팀의 핵심인 노상래와 김봉길이 심판 판정에 불만을 품고 폭력 및 폭언을 표출한 것에 대해 정병탁에게 선수 관리 및 지휘 통솔의 책임을 물어 연봉 30% 감봉의 구단 자체 중징계 및 한국프로축구연맹으로부터 엄중 경고 조치를 받았으며, 1996년 K리그 개막 이후 2연패 및 같은 해 치러진 5차례의 홈 경기 무승 등의 성적 부진으로 인해 그 해 5월 경질되었다.
그리고 1995년 국민생활체육협의회에서 2002년 FIFA 월드컵의 대한민국 유치를 위한 범국민적 공감대 형성의 일환으로 개설한 '청소년 축구교실'에 참여해 전라남도 순천시 지역을 담당했으며, 같은 해 열린 '전국 축구교실 초청 축구대회'에서 우승을 차지하기도 했다. 또한 2002년부터 경기도 고양시 일산구의 한수초등학교에서 '어린이 축구교실'을 운영했으며, 2004년 창립된 '고양시 유소년 축구협회'에도 참여하였다.
이후 2005년 대한축구협회로부터 자문위원으로 위촉되었다.

## 사망
2016년 2월 10일 지병으로 세상을 떠났다.

## 기타
대한민국 축구 국가대표팀이 메르데카 국제축구대회에 참가하던 1960년대 당시 조윤옥, 조성달, 김호, 김호엽 등과 함께 말레이시아 현지에서 많은 팬들을 보유하였다.
1972년 10월 21일 자신의 팬이었던 배우자와 결혼식을 올렸으며, 이후 한 차례 더 결혼식을 올렸으나 1987년 1월 23일 강원도 평창군에서 발생한 교통사고로 인해 부인이 사망하였다. 그리고 아들인 정상남 또한 축구인이다.
1974년에 정병탁이 대한민국 국가대표팀 주장을 맡고 있던 당시 대한축구협회의 회장이었던 장덕진에게 당시 국가대표팀 소속의 다른 선수들과 함께 감사패를 마련하였다.
1995년 문화방송에서 2002년 FIFA 월드컵의 대한민국 유치를 위한 축구 붐을 조성하기 위해 방영한 '비바 꼬레아 2002 월드컵'의 2부에 출연하였다.
1999년 대한축구협회 측에서 역대 국가대표팀 선수들의 축구용품을 수집한 뒤 축구회관 1층에 축구박물관을 마련할 당시, 자신이 선수 시절 사용했던 축구화를 기증했으며, 이는 대한축구협회에서 소장하고 있는 가장 오래된 축구화가 되었다.
2003년 베스트일레븐 창간 33주년을 기념해 선정한 '한국축구 100년을 빛낸 55인' 중 '60년대 베스트11'에 포함되었다.
2004년에 1968년 당시 이라크에서 개최된 세계 군인 축구 선수권 대회에 출전했던 양지 축구단의 다른 선수들과 함께 대한민국 U-23 대표팀과의 평가전을 위해서 서울특별시에 체류하던 이라크 U-23 대표팀 '평화의 볼'로 명명된 국제축구연맹 공인구 및 2002년 FIFA 월드컵 기념구 등 100여개의 축구공을 전달하였다.
2008년에 서울특별시에서 열린 대한민국과 조선민주주의인민공화국의 2010년 FIFA 월드컵 예선 경기에 양지 축구단의 다른 선수들과 함께 참관하였다.

## 선수 및 지도자 기록

### 클럽
- 1963년 ~ 1966년: 연세대학교
- 1967년 ~ 1969년: 양지 축구단
- 1970년 ~ 1972년: 신탁은행 축구단

### 국가대표팀
- 1963년
  - 메르데카 국제축구대회 국가대표
- 1964년
  - 1964년 하계 올림픽 축구 예선 국가대표
  - 1964년 AFC 아시안컵 국가대표
- 1966년
  - 메르데카 국제축구대회 국가대표
- 1967년
  - 1968년 AFC 아시안컵 예선 국가대표
  - 메르데카 국제축구대회 국가대표
  - 1968년 하계 올림픽 축구 예선 국가대표
  - 남베트남 인디펜던스컵 국가대표
- 1968년
  - 메르데카 국제축구대회 국가대표
- 1969년
  - 1970년 FIFA 월드컵 예선 국가대표
  - 킹스컵 국가대표
- 1970년
  - 메르데카 국제축구대회 국가대표
- 국가대표팀 통산 기록: 39경기 11골

### 지도자
- 1984년 ~ 1993년: 연세대학교
- 1985년 ~ 1986년: 대한민국 U-20 국가대표팀
- 1994년 ~ 1996년: 전남 드래곤즈
- 1995년: 대한민국 국가대표팀

## 국가대표팀 득점 기록
- 득점과 결과 리스트는 대한민국 축구 국가대표팀의 득점을 먼저 기록

| #  | 일시             | 장소                     | 상대 국가     | 득점 | 결과 | 경기 형식                    |
| -- | ---------------- | ------------------------ | ------------- | ---- | ---- | ---------------------------- |
| 1  | 1966년 8월 21일  | 말레이시아, 쿠알라룸푸르 | 태국          | 2-1  | 2-1  | 메르데카 국제축구대회        |
| 2  | 1967년 8월 1일   | 중화민국, 타이베이시     | 일본          | 1-2  | 1-2  | 1968년 AFC 아시안컵 예선     |
| 3  | 1967년 8월 5일   | 중화민국, 타이베이시     | 필리핀        | 2-0  | 7-0  | 1968년 AFC 아시안컵 예선     |
| 4  | 1967년 8월 23일  | 말레이시아, 쿠알라룸푸르 | 말레이시아    | 1-1  | 3-1  | 메르데카 국제축구대회        |
| 5  | 1967년 10월 1일  | 일본, 도쿄도             | 레바논        | 1-0  | 2-0  | 1968년 하계 올림픽 축구 예선 |
| 6  | 1967년 10월 1일  | 일본, 도쿄도             | 레바논        | 2-0  | 2-0  | 1968년 하계 올림픽 축구 예선 |
| 7  | 1967년 10월 4일  | 일본, 도쿄도             | 베트남 공화국 | 2-0  | 3-0  | 1968년 하계 올림픽 축구 예선 |
| 8  | 1967년 11월 7일  | 베트남 공화국, 사이공    | 태국          | 2-0  | 3-1  | 남베트남 인디펜던스컵        |
| 9  | 1967년 11월 12일 | 베트남 공화국, 사이공    | 베트남 공화국 | 2-0  | 3-0  | 남베트남 인디펜던스컵        |
| 10 | 1969년 11월 19일 | 태국, 방콕               | 라오스        | 2-0  | 2-0  | 킹스컵                       |
| 11 | 1969년 11월 26일 | 태국, 방콕               | 베트남 공화국 | 2-0  | 3-0  | 킹스컵                       |

## 수상 경력

### 클럽
- 양지 축구단
  - 아시안 챔피언 클럽 토너먼트 준우승 1회 : 1969년
  - 전국축구선수권대회 우승 1회: 1968년
  - 대통령배 전국축구대회 우승 1회: 1968년
- 신탁은행 축구단
  - 전국축구선수권대회 준우승 1회: 1971년
  - 전국실업축구연맹전 우승 1회: 1971년 춘계
  - 전국실업축구연맹전 준우승 2회: 1970년 추계, 1971년 추계

### 국가대표팀
- AFC 아시안컵 3위 1회: 1964년
- 메르데카 국제축구대회 우승 2회: 1967년, 1970년
- 킹스컵 우승 1회: 1969년
- 남베트남 인디펜던스컵 준우승 1회: 1967년

### 감독
- 전국축구선수권대회
  - 우승 1회: 1984년
  - 준우승 1회: 1987년
- 대통령배 전국축구대회
  - 우승 1회: 1989년
- 전국체육대회
  - 준우승 1회: 1988년

### 개인
- 대한축구협회 시상식 베스트 11: 1회 (1969년)
- 1984년 전국축구선수권대회 지도자 감독상
- 1989년 대통령배 전국축구대회 지도자 감독상